# Jorge Llopis
Jorge Llopis Establier (Alcoy, Alicante, 1919 - Madrid, 19 de noviembre de 1976) fue un escritor satírico, poeta, comediógrafo, humorista y actor español.

## Biografía
Se inició en el teatro como actor y se dio a conocer por sus colaboraciones en la revista de humor La Codorniz, fundada por Miguel Mihura, donde siguió participando hasta el final de su vida, dando sobradas muestras de su talento e ingenio como poeta y escritor satírico. En dicha revista, sus seudónimos eran "Remedios Orad" (que usó también como autor dramático), "Madame Remedios" y "Madame de la Tontaine". También participó en otras revistas de humor de su época, como Don José (que ayudó a fundar) y La Golondriz.
Junto con otro escritor de La Codorniz, Tono (1896-1978), está considerado uno de los mejores humoristas españoles de la posguerra y con él escribió abundantes comedias, entre las cuales las más conocidas fueron La viuda es sueño, Federica de Brabante, Niebla en el bigote o Los pelópidas. Obtuvo el premio Palencia de teatro por su pieza La trova del conde Ricardo, y en 1955 consiguió uno de los premios más apetecidos por todos los cultivadores del género cómico: el Premio Internacional del Humor con su obra Lo malo de la guerra es que hace pum. Como actor ha intervenido en muchas películas españolas. Cabe destacar también su antología Las mil peores poesías de la lengua castellana. Falleció en Madrid de un infarto el 19 de noviembre de 1976.
Entre sus obras menores pueden citarse Enriqueta sí, Enriqueta no, "enigma policiaquísimo en tres actos", La tentación va de compras (comedia en tres actos), Niebla en el bigote, o La florecilla del fango, "drama de capa y bigote / con un poco de estrambote / en un prólogo y tres actos / con dos ricos entreactos".
Su obra satírica más conocida es Los Pelópidas, "hílaro-tragedia", que parodia en dos actos las tragedias griegas. La representación parte en un tono muy serio que va perdiéndose por el camino conforme progresa la historia.
Su andadura como escritor se centró exclusivamente en el género del humor con obras como ¿Quiere usted ser tonta en diez días?, Ripios para no dormir y La rebelión de las musas, aunque su obra más famosa, sin lugar a dudas, es Las mil peores poesías de la lengua castellana (1957), cuyo éxito propició una segunda edición revisada en 1972, libre ya de la rigidez de la censura franquista.
El libro consta de dos partes, con una divertida introducción del autor explicando las razones para escribirlo. La primera es una instructiva y amena introducción a las estructuras poéticas (y recursos estilísticos) que todo aspirante a poeta debería dominar; la segunda, una «falsa antología de poetas españoles» en la que, tras realizar una breve introducción a cada uno, parodia su estilo y poesías más conocidas; en este apartado brillan con luz propia las Coplas del triquitraque y el Cantar del Suyo Cid.
Al contrario de lo que pueda parecer, el título del libro no va referido a las poesías que contiene, sino a las que llegue a escribir el lector impulsado por su lectura. No debe confundirse este libro con Mis peores poesías de la lengua castellana, una selección póstuma de sus poesías galardonada con el premio de novela Legión del Humor en 2000. En cuanto a La rebelión de la Musas (1972), se trata también de una colección de parodias de estilos, géneros, autores y temas: literarios: Romancero, terror, neopopularismo, etc.

## Obra literaria
- ¿Quiere usted ser tonta en diez días? Manual de la mujer moderna Madrid: Taurus, 1957.
- Lo malo de la guerra es que hace ¡Pum!, Madrid: Taurus, 1956; Barcelona: Ediciones G. P., 1959.
- Operación Paquita, Barcelona: Ediciones G. P., 1959, novela.
- El hogar, tú y tu tía Barcelona: Ediciones G. P., 1959
- Almas Fritas, Barcelona: Ed. Bruguera, 1960.

### Poesía
- Las mil peores poesías de la lengua castellana. Con nociones de gramática histórica y preceptiva bastante literaria, Madrid: Taurus, 1957; 2.ª ed. revisada y sin censura, Barcelona: Planeta, 1972; hay una 3.ª moderna con el título de Las mil peores poesías de la lengua castellana. Con nociones de gramática histórica, rudimentos de retórica y poética y un falso florilegio de poetas laureados. Sevilla: Espuela de Plata, 2004.
- La rebelión de las musas. Poemas. Barcelona: Ed. Planeta, 1972. Hay edición moderna de Sevilla: Espuela de Plata, 2014.

### Teatro
- Obras de teatro. Madrid: Alfil, 1955-1967.
- Con Antonio Lara de Gavilán, "Tono", La viuda es sueño. Madrid: Alfil, 1952.
- ¡Qué salvajes!, 1953. Premio Calderón de la Barca de teatro.
- Con Tono, Federica de Bramante, o Las florecillas del fango. Drama de capa y bigote con un poco de estrambote en un prólogo y tres actos con dos ricos entreactos. Madrid: Alfil, 1954.
- ¡Enriqueta sí, Enriqueta no! Enigma policiaquísimo en tres actos. Madrid: Alfil, 1955.
- La tentación va de compras: comedia en tres actos, [Madrid]: Ediciones Alfil, 1956.
- Enviada especial, 1958.
- Europa en corsé: opereta de espías en dos actos, con un original entreacto que los separa, manuscrita, con música de Fernando Moraleda, 1959.
- Con Tono, La última opereta: farsa en tres actos Madrid: Editorial Pandora / Editorial La Verdad, 1960.
- Creo en ti, pero me engañas, 1962.
- Niebla en el bigote: pieza de policías y asesinos en dos actos, original Madrid: Escelicer, 1962.
- Susana quiere ser decente. Obra en dos actos, Madrid: Editorial Escelicer / Ediciones Alfil, 1964.
- Si te mueres, nos casamos, 1967.
- Los Pelópidas: caricatura de tragedia griega, en dos partes, en verso (1966). Hay edición moderna: Madrid: Ediciones Clásicas, 1995.
- Tortilla de luz y sombras, 1970, monólogo.
- Corrupción en Chamberí: vodevil Madrid: el autor, 1977.

## Filmografía como actor
1. El escándalo (1943).
2. Pecado de amor (1961).
3. Destino: Barajas (1962).
4. Confidencias de un marido (1963).
5. Como dos gotas de agua (1964).
6. El espontáneo (1964).
7. De barro y oro (1966).
8. La muerte cumple condena (1966).
9. El filo del miedo (1967).
10. Las 4 bodas de Marisol (1967).